# ترک‌لر (لاچین)
ترک‌لر ( ترکی آذربایجانی: Türklər) یک منطقهٔ مسکونی در جمهوری آرتساخ است که در استان کاشاتاق واقع شده‌است.